# 大富频道
中国电视★大富頻道（日語：中国テレビ★大富チャンネル）是中国中央电视台与日本株式会社大富合作开办而拥有的一条综合娱乐频道，该频道由大富株式会社提供，2012年开始双语化播出。
大富株式会社同时亦有同类姊妹频道，即凤凰卫视以中文台、资讯台的节目为基础进行打包式编排打造的日本播出版本（现和凤凰卫视欧洲台统一节目表），节目由大富公司代理，不过仅限汉语原音播出。在两频道的广告时段，CCTV大富频道和凤凰卫视（日本版518频道）节目预告片均有在两个频道交换播出。

## 历史与发展
- 因日本政府规定，境外电视频道在日本有线电视不得直接落地，需要与日本的商营有线电视台合作控股。1998年2月，大仓商事與富士电视台合资成立大富株式会社，首任董事局主席张丽玲。1998年5月27日，中国中央电视台与大富株式会社签订合作协议，中国中央电视台中文国际频道实现在日本落地播出，落地后的频道名定为「CCTV大富」。CCTV大富最初台标形状“单线CCTV+蝴蝶大富”至2011年1月1日凌晨停用，宣传标志为“蝴蝶大富”和文字“大富电视台”字样。2001年，CCTV大富开始自制15分钟新聞節目《日本新闻》。
- 1999年农历戊寅十二月三十除夕，《中国中央电视台春节联欢晚会（现中央广播电视总台春节联欢晚会）》（与CCTV-1、CCTV-3（开始2012年）、CCTV-4、CCTV-7（开始2020年）、CCTV-14（开始2014年）、CCTV-17（开始2020年）、CCTV-4K（开始2019年）及CCTV-8K（开始2021年）并机直播，并在CCTV大富重播。同年农历己卯正月十五元宵节，《中国中央电视台元宵晚会（现中央广播电视总台元宵晚会《喜气洋洋闹元宵》）》（与CCTV-1及CCTV-3（开始2012年）并机直播。
- 2011年1月1日，随着中国中央电视台旗下频道更换台标样式，CCTV大富频道台标由“单线CCTV+蝴蝶大富”标志改为双线勺子台标，并在下面标注（主要是遮盖央视台标，目前一些央视节目在日本播出是录制央视的画面，有时台标容易被认出如“CCTV-1综合”；但如央视春晚等节目是使用央视的公共信号，无央视台标）。
- 2011年8月，中国中央电视台与大富株式会社签订《关于CCTV中文国际频道在日本实施日语化落地播出的合作协议》。2011年11月23日东京时间18点起，CCTV大富频道于东京时间18:00-24:00（北京时间每天17:00-23:00）尝试現場直播节目的主声道和副声道分别使用日语同声传译和汉语原音广播播放，其他节目则以汉语原音广播并提供中文和日文字幕；在此期间，台标下方注记由变为“（即中日双语试播）”，其他时段则变回。2012年1月23日，CCTV大富正式实行日语化，以全天24小时不间断播出，台标下方注记由全天变为“（即中日双语播出）”。
- 2014年6月1日，CCTV大富高清信号568频道开播。2015年，CCTV大富频道随着CCTV-4一同高清标清16:9同播，随后自办新闻节目《日本新闻》实现全高清播出。2016年，CCTV大富陆续更换演播厅和片头实现全高清化制播。
- 2022年11月1日，CCTV大富更名為大富頻道[1][2]。

## 节目
大富频道每天日本时间20:00-21:15的新闻节目（CCTV-4《中国新闻》《今日亚洲》和大富频道自制的《日本新闻》）同时提供日语同声传译。其它时段大多与CCTV-4亚洲版并机，或自行编排重播CCTV-4的节目以及央视的电视剧，并配上日语字幕。
2022年11月1日前的CCTV大富每天会同步转播CCTV-1的《新闻联播》和《焦点访谈》，同样提供日语同传。现今的大富频道日本时间每天23:30仍会在转播CCTV-4的时段内转播《新闻联播》，但不再提供同声传译。

## 频道标志

1998-2011